# Oscar al millor curtmetratge documental
L'Oscar al millor curtmetratge documental és un premi que atorga l'Acadèmia de Cinema de Hollywood en una cerimònia anual, en reconeixement del millor curtmetratge documental. El premi es va crear en l'edició de 1941 dels premis.
L'Acadèmia de les Arts i les Ciències Cinematogràfiques (AMPAS) va reglar que un documental de temàtica curta es defineix com una pel·lícula de no ficció, ja sigui sobre fets reals o emprant recreacions parcials, imatges d'arxiu, fotografies, animació, stop-motion o altres tècniques, però posant èmfasi en els fets per sobre de la ficció. El temps d'execució no pot superar els quaranta minuts i s'ha de publicar durant un període especial d'elegibilitat que generalment va entre el mes d'octubre de l'any anterior i finalitza el setembre de l'any d'adjudicació, de manera que aquest període és diferent de la majoria de categories ja que només inclouen estrenes entre gener i desembre de l'any del premi. Addicionalment, la pel·lícula ha de tenir una narració o diàleg principalment en anglès o subtítols en anglès, i ha de ser una obra totalment original. Les edicions parcials d'obres més grans i episodi de pel·lícules en sèrie no poden ser candidates.

## Guanyadors i nominats

### Dècada de 1940
| Any  | Pel·lícula                                                                             | Nominats                                                                               |
| ---- | -------------------------------------------------------------------------------------- | -------------------------------------------------------------------------------------- |
| 1941 | Churchill's Island                                                                     | National Film Board of Canada                                                          |
| 1941 | Adventure in the Bronx                                                                 | Film Associates                                                                        |
| 1941 | Bomber                                                                                 | United States Office for Emergency Management Film Unit                                |
| 1941 | Christmas Under Fire                                                                   | British Ministry of Information                                                        |
| 1941 | Letter from Home                                                                       | British Ministry of Information                                                        |
| 1941 | Life of a Thoroughbred                                                                 | Truman Talley                                                                          |
| 1941 | Norway in Revolt                                                                       | The March of Time                                                                      |
| 1941 | A Place to Live                                                                        | Philadelphia Housing Association                                                       |
| 1941 | Russian Soil                                                                           | Amkino                                                                                 |
| 1941 | Soldiers of the Sky                                                                    | Truman Talley                                                                          |
| 1941 | Warclouds in the Pacific                                                               | National Film Board of Canada                                                          |
| 1942 | Curtmetratge i documental van competir combinats en la categoria de millor documental. | Curtmetratge i documental van competir combinats en la categoria de millor documental. |
| 1943 | December 7th                                                                           | United States Navy                                                                     |
| 1943 | Children of Mars                                                                       | RKO Radio                                                                              |
| 1943 | Plan for Destruction                                                                   | Metro-Goldwyn-Mayer                                                                    |
| 1943 | Swedes in America                                                                      | United States Office of War Information Overseas Motion Picture Bureau                 |
| 1943 | To the People of the United States                                                     | Walter Wanger                                                                          |
| 1943 | Tomorrow We Fly                                                                        | United States Navy Bureau of Aeronautics                                               |
| 1943 | Youth in Crisis                                                                        | The March of Time                                                                      |
| 1944 | With the Marines at Tarawa                                                             | United States Marine Corps                                                             |
| 1944 | Hymn of the Nations                                                                    | United States Office of War Information Overseas Motion Picture Bureau                 |
| 1944 | New Americans                                                                          | RKO Radio                                                                              |
| 1945 | Hitler Lives?                                                                          | Gordon Hollingshead                                                                    |
| 1945 | Library of Congress                                                                    | United States Office of War Information Overseas Motion Picture Bureau                 |
| 1945 | To the Shores of Iwo Jima                                                              | United States Marine Corps                                                             |
| 1946 | Seeds of Destiny                                                                       | United States Department of War                                                        |
| 1946 | Atomic Power                                                                           | The March of Time                                                                      |
| 1946 | Life at the Zoo                                                                        | Artkino                                                                                |
| 1946 | Paramount News Issue #37 (Twentieth Anniversary Issue! 1927.....1947)                  | Paramount Pictures                                                                     |
| 1946 | Traffic with the Devil                                                                 | Herbert Morgan                                                                         |
| 1947 | First Steps                                                                            | United Nations Division of Films and Visual Information                                |
| 1947 | Passport to Nowhere                                                                    | Frederic Ullman Jr.                                                                    |
| 1947 | School in the Mailbox                                                                  | Australian News & Information Bureau                                                   |
| 1948 | Toward Independence                                                                    | United States Army                                                                     |
| 1948 | Heart to Heart                                                                         | Herbert Morgan                                                                         |
| 1948 | Operation Vittles                                                                      | United States Army Air Force                                                           |
| 1949 | A Chance to Live                                                                       | Richard de Rochemont                                                                   |
| 1949 | So Much for So Little                                                                  | Edward Selzer                                                                          |
| 1949 | 1848                                                                                   | French Cinema General Cooperative                                                      |
| 1949 | The Rising Tide                                                                        | St. Francis-Xavier University, Antigonish, Nova Scotia                                 |

### Dècada de 1950
| Any  | Pel·lícula                         | Nominats                                                                                 |
| ---- | ---------------------------------- | ---------------------------------------------------------------------------------------- |
| 1950 | Why Korea?                         | Edmund Reek                                                                              |
| 1950 | The Fight: Science Against Cancer  | Guy Glover                                                                               |
| 1950 | The Stairs                         | Film Documents, Inc.                                                                     |
| 1951 | Benjy                              | Fred Zinnemann, Paramount Pictures Corporation                                           |
| 1951 | One Who Came Back                  | Owen Crump, United States Department of Defense, Association of Motion Picture Producers |
| 1951 | The Seeing Eye                     | Gordon Hollingshead                                                                      |
| 1952 | Neighbours                         | Norman McLaren                                                                           |
| 1952 | Devil Take Us                      | Herbert Morgan                                                                           |
| 1952 | The Garden Spider (Epeira Diadema) | Alberto Ancilotto                                                                        |
| 1952 | Man Alive!                         | Stephen Bosustow                                                                         |
| 1953 | The Alaskan Eskimo                 | Walt Disney                                                                              |
| 1953 | The Living City                    | John Barnes                                                                              |
| 1953 | Operation Blue Jay                 | United States Army Signal Corps                                                          |
| 1953 | They Planted a Stone               | James Carr                                                                               |
| 1953 | The Word                           | John Healy i John Adams                                                                  |
| 1954 | Thursday's Children                | World Wide Pictures i Morse Films                                                        |
| 1954 | Jet Carrier                        | Otto Lang                                                                                |
| 1954 | Rembrandt: A Self-Portrait         | Morrie Roizman                                                                           |
| 1955 | Men Against the Arctic             | Walt Disney                                                                              |
| 1955 | The Battle of Gettysburg           | Dore Schary                                                                              |
| 1955 | The Face of Lincoln                | Wilbur T. Blume                                                                          |
| 1956 | The True Story of the Civil War    | Louis Clyde Stoumen                                                                      |
| 1956 | A City Decides                     | Charles Guggenheim & Associates, Inc.                                                    |
| 1956 | The Dark Wave                      | John Healy                                                                               |
| 1956 | The House Without a Name           | Valentine Davies                                                                         |
| 1956 | Man in Space                       | Ward Kimball                                                                             |
| 1957 | Premi no atorgat                   | Premi no atorgat                                                                         |
| 1958 | Ama Girls                          | Ben Sharpsteen                                                                           |
| 1958 | Employees Only                     | Kenneth G. Brown                                                                         |
| 1958 | Journey into Spring                | Ian Ferguson                                                                             |
| 1958 | The Living Stone                   | Tom Daly                                                                                 |
| 1958 | Overture                           | Thorold Dickinson                                                                        |
| 1959 | Glass                              | Bert Haanstra                                                                            |
| 1959 | Donald in Mathmagic Land           | Walt Disney                                                                              |
| 1959 | From Generation to Generation      | Edward F. Cullen                                                                         |

### Dècada de 1960
| Any  | Pel·lícula                              | Nominats                                                  |
| ---- | --------------------------------------- | --------------------------------------------------------- |
| 1960 | Giuseppina                              | James Hill                                                |
| 1960 | Beyond Silence                          | United States Information Agency                          |
| 1960 | A City Called Copenhagen                | Statens Filmcentral and The Danish Government Film Office |
| 1960 | George Grosz' Interregnum               | Charles Carey, Altina Carey                               |
| 1960 | Universe                                | Colin Low                                                 |
| 1961 | Project Hope                            | Frank P. Bibas                                            |
| 1961 | Breaking the Language Barrier           | United States Air Force                                   |
| 1961 | Cradle of Genius                        | Jim O'Connor, Tom Hayes                                   |
| 1961 | Kahl                                    | Dido-Film-GmbH                                            |
| 1961 | L'Uomo in Grigio (The Man in Gray)      | Benedetto Benedetti                                       |
| 1962 | Dylan Thomas                            | Jack Howells                                              |
| 1962 | The John Glenn Story                    | William L. Hendricks                                      |
| 1962 | The Road to the Wall                    | Robert Saudek                                             |
| 1963 | Chagall                                 | Simon Schiffrin                                           |
| 1963 | The Five Cities of June                 | George Stevens Jr.                                        |
| 1963 | The Spirit of America                   | Algernon G. Walker                                        |
| 1963 | Thirty Million Letters                  | Edgar Anstey                                              |
| 1963 | To Live Again                           | Mel London                                                |
| 1964 | Nine from Little Rock                   | Charles Guggenheim                                        |
| 1964 | 140 Days Under the World                | Geoffrey Scott, Oxley Hughan                              |
| 1964 | Breaking the Habit                      | Henry Jacobs, John Korty                                  |
| 1964 | Children Without                        | Charles Guggenheim                                        |
| 1964 | Kenojuak                                | National Film Board of Canada                             |
| 1965 | To Be Alive!                            | Francis Thompson                                          |
| 1965 | Mural on Our Street                     | Kirk Smallman                                             |
| 1965 | Overture                                | Mafilm Productions                                        |
| 1965 | Point of View                           | Vision Associates Productions                             |
| 1965 | Yeats Country                           | Patrick Carey, Joe Mendoza                                |
| 1966 | A Year Toward Tomorrow                  | Edmond A. Levy                                            |
| 1966 | Adolescence                             | Marin Karmitz, Vladimir Forgency                          |
| 1966 | Cowboy                                  | Michael Ahnemann, Gary Schlosser                          |
| 1966 | The Odds Against                        | Lee R. Bobker, Helen Kristt Radin                         |
| 1966 | Saint Matthew Passion                   | Mafilm Studio                                             |
| 1967 | The Redwoods                            | Mark Jonathan Harris, Trevor Greenwood                    |
| 1967 | Monument to the Dream                   | Charles Guggenheim                                        |
| 1967 | A Place to Stand                        | Christopher Chapman                                       |
| 1967 | See You at the Pillar                   | Robert Fitchett                                           |
| 1967 | While I Run This Race                   | Carl V. Ragsdale                                          |
| 1968 | Why Man Creates                         | Saul Bass                                                 |
| 1968 | The House That Ananda Built             | Fali Bilimoria                                            |
| 1968 | The Revolving Door                      | Lee R. Bobker                                             |
| 1968 | A Space to Grow                         | Thomas P. Kelly Jr.                                       |
| 1968 | A Way Out of the Wilderness             | Dan E. Weisburd                                           |
| 1969 | Czechoslovakia 1968                     | Denis Sanders, Robert M. Fresco                           |
| 1969 | An Impression of John Steinbeck: Writer | Donald Wrye                                               |
| 1969 | Jenny Is a Good Thing                   | Joan Horvath                                              |
| 1969 | Leo Beuerman                            | Arthur H. Wolf, Russell A. Mosser                         |
| 1969 | The Magic Machines                      | Joan Keller Stern                                         |

### Dècada de 1970
| Any  | Pel·lícula                                   | Nominats                                                         |
| ---- | -------------------------------------------- | ---------------------------------------------------------------- |
| 1970 | Interviews with My Lai Veterans              | Joseph Strick                                                    |
| 1970 | The Gifts                                    | Robert McBride                                                   |
| 1970 | A Long Way from Nowhere                      | Bob Aller                                                        |
| 1970 | Oisín                                        | Patrick Carey, Vivien Carey                                      |
| 1970 | Time Is Running Out                          | Horst Dallmayr, Robert Ménégoz                                   |
| 1971 | Centinelas del silencio                      | Manuel Arango, Robert Amram                                      |
| 1971 | Adventures in Perception                     | Han van Gelder                                                   |
| 1971 | Art Is...                                    | Julian Krainin, DeWitt L. Sage Jr.                               |
| 1971 | The Numbers Start with the River             | Donald Wrye                                                      |
| 1971 | Somebody Waiting                             | Hal Riney, Dick Snider, Sherwood Omens                           |
| 1972 | This Tiny World                              | Charles Huguenot van der Linden, Martina Huguenot van der Linden |
| 1972 | Hundertwasser's Rainy Day                    | Peter Schamoni                                                   |
| 1972 | K-Z                                          | Giorgio Treves                                                   |
| 1972 | Selling Out                                  | Tadeusz Jaworski                                                 |
| 1972 | The Tide of Traffic                          | Humphrey Swingler                                                |
| 1973 | Princeton: A Search for Answers              | Julian Krainin, DeWitt Sage                                      |
| 1973 | Background                                   | Carmen D'Avino                                                   |
| 1973 | Paisti Ag Obair                              | Louis Marcus                                                     |
| 1973 | Christo's Valley Curtain                     | Albert Maysles, David Maysles                                    |
| 1973 | Four Stones for Kanemitsu                    | Terry Sanders, June Wayne                                        |
| 1974 | Don't                                        | Robin Lehman                                                     |
| 1974 | City Out of Wilderness                       | Francis Thompson                                                 |
| 1974 | Exploratorium                                | Jon Boorstin                                                     |
| 1974 | John Muir's High Sierra                      | Dewitt Jones, Lesley Foster                                      |
| 1974 | Naked Yoga                                   | Ronald S. Kass, Mervyn Lloyd                                     |
| 1975 | The End of the Game                          | Claire Wilbur, Robin Lehman                                      |
| 1975 | Arthur and Lillie                            | Jon Else, Steven Kovacs, Kristine Samuelson                      |
| 1975 | Millions of Years Ahead of Man               | Manfred Baier                                                    |
| 1975 | Probes in Space                              | George V. Casey                                                  |
| 1975 | Whistling Smith                              | Barrie Howells, Michael Scott                                    |
| 1976 | Number Our Days                              | Lynne Littman, Barbara Myerhoff                                  |
| 1976 | American Shoeshine                           | Sparky Greene                                                    |
| 1976 | Blackwood                                    | Tony Ianzelo, Andy Thomson                                       |
| 1976 | The End of the Road                          | John Armstrong                                                   |
| 1976 | Universe                                     | Lester Novros                                                    |
| 1977 | Gravity Is My Enemy                          | John C. Joseph, Jan Stussy                                       |
| 1977 | Agueda Martinez: Our People, Our Country     | Moctesuma Esparza                                                |
| 1977 | First Edition                                | Helen Whitney, DeWitt L. Sage Jr.                                |
| 1977 | Of Time, Tombs and Treasures                 | James R. Messenger, Paul N. Raimondi                             |
| 1977 | The Shetland Experience                      | Douglas Gordon                                                   |
| 1978 | The Flight of the Gossamer Condor            | Jacqueline Phillips Shedd, Ben Shedd                             |
| 1978 | The Divided Trail: A Native American Odyssey | Jerry Aronson                                                    |
| 1978 | An Encounter with Faces                      | K.K. Kapil                                                       |
| 1978 | Goodnight Miss Ann                           | August Cinquegrana                                               |
| 1978 | Squires of San Quentin                       | J. Gary Mitchell                                                 |
| 1979 | Paul Robeson: Tribute to an Artist           | Saul J. Turell                                                   |
| 1979 | Dae                                          | Risto Teofilovski                                                |
| 1979 | Koryo Celadon                                | Donald A. Connolly, James R. Messenger                           |
| 1979 | Nails                                        | Phillip Borsos                                                   |
| 1979 | Remember Me                                  | Dick Young                                                       |

### Dècada de 1980
| Any  | Pel·lícula                                            | Nominats                                   |
| ---- | ----------------------------------------------------- | ------------------------------------------ |
| 1980 | Karl Hess: Toward Liberty                             | Roland Hallé, Peter Ladue                  |
| 1980 | Don't Mess with Bill                                  | John Watson, Pen Densham                   |
| 1980 | The Eruption of Mount St. Helens                      | George Casey                               |
| 1980 | It's the Same World                                   | Dick Young                                 |
| 1980 | Luther Metke at 94                                    | Richard Hawkins, Jorge Preloran            |
| 1981 | Close Harmony                                         | Nigel Noble                                |
| 1981 | Americas in Transition                                | Obie Benz                                  |
| 1981 | Journey for Survival                                  | Dick Young                                 |
| 1981 | See What I Say                                        | Linda Chapman, Pam LeBlanc, Freddi Stevens |
| 1981 | Urge to Build                                         | Roland Hallé, John Hoover                  |
| 1982 | If You Love This Planet                               | Edward Le Lorrain, Terre Nash              |
| 1982 | Gods of Metal                                         | Robert Richter                             |
| 1982 | The Klan: A Legacy of Hate in America                 | Charles Guggenheim, Werner Schumann        |
| 1982 | To Live or Let Die                                    | Freida Lee Mock                            |
| 1982 | Traveling Hopefully                                   | John G. Avildsen                           |
| 1983 | Flamenco at 5:15                                      | Cynthia Scott, Adam Symansky               |
| 1983 | In the Nuclear Shadow: What Can the Children Tell Us? | Vivienne Verdon-Roe, Eric Thiermann        |
| 1983 | Sewing Woman                                          | Arthur Dong                                |
| 1983 | Spaces: The Architecture of Paul Rudolph              | Robert Eisenhardt                          |
| 1983 | You Are Free (Ihr Zent Frei)                          | Dea Brokman, Ilene Landis                  |
| 1984 | The Stone Carvers                                     | Marjorie Hunt, Paul Wagner                 |
| 1984 | The Children of Soong Ching Ling                      | Gary Bush, Paul T.K. Lin                   |
| 1984 | Code Gray: Ethical Dilemmas in Nursing                | Ben Achtenberg, Joan Sawyer                |
| 1984 | The Garden of Eden                                    | Lawrence R. Hott, Roger M. Sherman         |
| 1984 | Recollections of Pavlovsk                             | Irina Kalinina                             |
| 1985 | Witness to War: Dr. Charlie Clements                  | David Goodman                              |
| 1985 | The Courage to Care                                   | Robert Gardner                             |
| 1985 | Keats and His Nightingale: A Blind Date               | Michael Crowley, James Wolpaw              |
| 1985 | Making Overtures: The Story of a Community Orchestra  | Barbara Willis Sweete                      |
| 1985 | The Wizard of the Strings                             | Alan Edelstein                             |
| 1986 | Women – for America, for the World                    | Vivienne Verdon-Roe                        |
| 1986 | Debonair Dancers                                      | Alison Nigh-Strelich                       |
| 1986 | The Masters of Disaster                               | Sonya Friedman                             |
| 1986 | Red Grooms: Sunflower in a Hothouse                   | Thomas L. Neff, Madeline Bell              |
| 1986 | Sam                                                   | Aaron D. Weisblatt                         |
| 1987 | Young at Heart                                        | Sue Marx, Pamela Conn                      |
| 1987 | Frances Steloff: Memoirs of a Bookseller              | Deborah Dickson                            |
| 1987 | In the Wee Wee Hours...                               | Dr. Frank Daniel, Izak Ben-Meir            |
| 1987 | Language Says It All                                  | Megan Williams                             |
| 1987 | Silver into Gold                                      | Lynn Mueller                               |
| 1988 | You Don't Have to Die                                 | Malcolm Clarke, Bill Guttentag             |
| 1988 | The Children's Storefront                             | Karen Goodman                              |
| 1988 | Family Gathering                                      | Lise Yasui, Ann Tegnell                    |
| 1988 | Gang Cops                                             | Thomas B. Fleming, Daniel J. Marks         |
| 1988 | Portrait of Imogen                                    | Nancy Hale, Meg Partridge                  |
| 1989 | The Johnstown Flood                                   | Charles Guggenheim                         |
| 1989 | Fine Food, Fine Pastries, Open 6 to 9                 | David Petersen                             |
| 1989 | Yad Vashem: Preserving the Past to Ensure the Future  | Ray Errol Fox                              |

### Dècada de 1990
| Any  | Pel·lícula                                                              | Nominats                                  |
| ---- | ----------------------------------------------------------------------- | ----------------------------------------- |
| 1990 | Days of Waiting                                                         | Steven Okazaki                            |
| 1990 | Burning Down Tomorrow                                                   | Kit Thomas                                |
| 1990 | Chimps: So Like Us                                                      | Karen Goodman, Kirk Simon                 |
| 1990 | Journey Into Life: The World of the Unborn                              | Derek Bromhall                            |
| 1990 | Rose Kennedy: A Life to Remember                                        | Freida Lee Mock, Terry Sanders            |
| 1991 | Deadly Deception: General Electric, Nuclear Weapons and Our Environment | Debra Chasnoff                            |
| 1991 | Birdnesters of Thailand (Shadow Hunters)                                | Éric Valli, Alain Majani                  |
| 1991 | A Little Vicious                                                        | Immy Humes                                |
| 1991 | The Mark of the Maker                                                   | David McGowan                             |
| 1991 | Memorial: Letters from American Soldiers                                | Bill Couturié, Bernard Edelman            |
| 1992 | Educating Peter                                                         | Thomas C. Goodwin, Gerardine Wurzburg     |
| 1992 | At the Edge of Conquest: The Journey of Chief Wai-Wai                   | Geoffrey O'Connor                         |
| 1992 | Beyond Imagining: Margaret Anderson and the 'Little Review'             | Wendy L. Weinberg                         |
| 1992 | The Colours of My Father: A Portrait of Sam Borenstein                  | Richard Elson, Sally Bochner              |
| 1992 | When Abortion Was Illegal: Untold Stories                               | Dorothy Fadiman                           |
| 1993 | Defending Our Lives                                                     | Margaret Lazarus, Renner Wunderlich       |
| 1993 | Blood Ties: The Life and Work of Sally Mann                             | Steven Cantor, Peter Spirer               |
| 1993 | Chicks in White Satin                                                   | Elaine Holliman, Jason Schneider          |
| 1994 | A Time for Justice                                                      | Charles Guggenheim                        |
| 1994 | Blues Highway                                                           | Vince DiPersio, Bill Guttentag            |
| 1994 | 89 mm od Europy                                                         | Marcel Łoziński                           |
| 1994 | School of Assassins                                                     | Robert Richter                            |
| 1994 | Straight from the Heart                                                 | Dee Mosbacher, Frances Reid               |
| 1995 | One Survivor Remembers                                                  | Kary Antholis                             |
| 1995 | Jim Dine: A Self-Portrait on the Walls                                  | Nancy Dine, Richard Stilwell              |
| 1995 | The Living Sea                                                          | Greg MacGillivray, Alec Lorimore          |
| 1995 | Never Give Up: The 20th Century Odyssey of Herbert Zipper               | Terry Sanders, Freida Lee Mock            |
| 1995 | The Shadow of Hate                                                      | Charles Guggenheim                        |
| 1996 | Breathing Lessons: The Life and Work of Mark O'Brien                    | Jessica Yu                                |
| 1996 | Cosmic Voyage                                                           | Jeffrey Marvin, Bayley Silleck            |
| 1996 | An Essay on Matisse                                                     | Perry Wolff                               |
| 1996 | Special Effects: Anything Can Happen                                    | Susanne Simpson, Ben Burtt                |
| 1996 | The Wild Bunch: An Album in Montage                                     | Paul Seydor, Nick Redman                  |
| 1997 | A Story of Healing                                                      | Donna Dewey, Carol Pasternak              |
| 1997 | Alaska: Spirit of the Wild                                              | George Casey, Paul Novros                 |
| 1997 | Amazon                                                                  | Kieth Merrill, Jonathan Stern             |
| 1997 | Daughter of the Bride                                                   | Terri Randall                             |
| 1997 | Still Kicking: The Fabulous Palm Springs Follies                        | Mel Damski, Andrea Blaugrund              |
| 1998 | The Personals: Improvisations on Romance in the Golden Years            | Keiko Ibi                                 |
| 1998 | A Place in the Land                                                     | Charles Guggenheim                        |
| 1998 | Sunrise Over Tiananmen Square                                           | Shui-Bo Wang, Donald McWilliams           |
| 1999 | King Gimp                                                               | Susan Hannah Hadary, William A. Whiteford |
| 1999 | Eyewitness                                                              | Bert Van Bork                             |
| 1999 | The Wildest Show in the South: The Angola Prison Rodeo                  | Simeon Soffer, Jonathan Stack             |

### Dècada de 2000
| Any  | Pel·lícula                                                | Nominats                            |
| ---- | --------------------------------------------------------- | ----------------------------------- |
| 2000 | Big Mama                                                  | Tracy Seretean                      |
| 2000 | Curtain Call                                              | Chuck Braverman, Steve Kalafer      |
| 2000 | Dolphins                                                  | Greg MacGillivray, Alec Lorimore    |
| 2000 | The Man on Lincoln's Nose                                 | Daniel Raim                         |
| 2000 | On Tiptoe: Gentle Steps to Freedom                        | Eric Simonson, Leelai Demoz         |
| 2001 | Thoth                                                     | Sarah Kernochan, Lynn Appelle       |
| 2001 | Artists and Orphans: A True Drama                         | Lianne Klapper McNally              |
| 2001 | Sing!                                                     | Freida Lee Mock, Jessica Sanders    |
| 2002 | Twin Towers                                               | Bill Guttentag, Robert David Port   |
| 2002 | The Collector of Bedford Street                           | Alice Elliott                       |
| 2002 | Mighty Times: The Legacy of Rosa Parks                    | Robert Hudson, Bobby Houston        |
| 2002 | Why Can't We Be a Family Again?                           | Roger Weisberg, Murray Nossel       |
| 2003 | Chernobyl Heart                                           | Maryann DeLeo                       |
| 2003 | Asylum                                                    | Sandy McLeod, Gini Reticker         |
| 2003 | Ferry Tales                                               | Katja Esson                         |
| 2004 | Mighty Times: The Children's March                        | Robert Hudson, Robert Houston       |
| 2004 | Autism Is a World                                         | Gerardine Wurzburg                  |
| 2004 | Dzieci z Leningradzkiego                                  | Hanna Polak, Andrzej Celinski       |
| 2004 | Hardwood                                                  | Hubert Davis, Erin Faith Young      |
| 2004 | Sister Rose's Passion                                     | Oren Jacoby, Steve Kalafer          |
| 2005 | A Note of Triumph: The Golden Age of Norman Corwin        | Corinne Marrinan, Eric Simonson     |
| 2005 | The Death of Kevin Carter: Casualty of the Bang Bang Club | Dan Krauss                          |
| 2005 | God Sleeps in Rwanda                                      | Kimberlee Acquaro, Stacy Sherman    |
| 2005 | The Mushroom Club                                         | Steven Okazaki                      |
| 2006 | The Blood of Yingzhou District                            | Ruby Yang, Thomas Lennon            |
| 2006 | Recycled Life                                             | Leslie Iwerks, Mike Glad            |
| 2006 | Rehearsing a Dream                                        | Karen Goodman, Kirk Simon           |
| 2006 | Two Hands                                                 | Nathaniel Kahn, Susan Rose Behr     |
| 2007 | Freeheld                                                  | Cynthia Wade, Vanessa Roth          |
| 2007 | La Corona                                                 | Amanda Micheli, Isabel Vega         |
| 2007 | Salim Baba                                                | Tim Sternberg, Francisco Bello      |
| 2007 | Sari's Mother                                             | James Longley                       |
| 2008 | Smile Pinki                                               | Megan Mylan                         |
| 2008 | The Conscience of Nhem En                                 | Steven Okazaki                      |
| 2008 | The Final Inch                                            | Irene Taylor Brodsky, Tom Grant     |
| 2008 | The Witness: From the Balcony of Room 306                 | Adam Pertofsky, Margaret Hyde       |
| 2009 | Music by Prudence                                         | Roger Ross Williams, Elinor Burkett |
| 2009 | China's Unnatural Disaster: The Tears of Sichuan Province | Jon Alpert, Matthew O'Neill         |
| 2009 | The Last Campaign of Governor Booth Gardner               | Daniel Junge, Henry Ansbacher       |
| 2009 | The Last Truck: Closing of a GM Plant                     | Steven Bognar, Julia Reichert       |
| 2009 | Rabbit à la Berlin                                        | Bartek Konopka, Anna Wydra          |

### Dècada de 2010
| Any  | Pel·lícula                                                          | Nominats                                 |
| ---- | ------------------------------------------------------------------- | ---------------------------------------- |
| 2010 | Strangers No More                                                   | Karen Goodman, Kirk Simon                |
| 2010 | Killing in the Name                                                 | Jed Rothstein                            |
| 2010 | Poster Girl                                                         | Sara Nesson, Mitchell Block              |
| 2010 | Sun Come Up                                                         | Jennifer Redfearn, Tim Metzger           |
| 2010 | The Warriors of Qiugang                                             | Ruby Yang, Thomas Lennon                 |
| 2011 | Saving Face                                                         | Daniel Junge, Sharmeen Obaid-Chinoy      |
| 2011 | The Barber of Birmingham: Foot Soldier of the Civil Rights Movement | Robin Fryday, Gail Dolgin                |
| 2011 | God Is the Bigger Elvis                                             | Rebecca Cammisa, Julie Anderson          |
| 2011 | Incident in New Baghdad                                             | James Spione                             |
| 2011 | The Tsunami and the Cherry Blossom                                  | Lucy Walker, Kira Carstensen             |
| 2012 | Inocente                                                            | Sean Fine, Andrea Nix Fine               |
| 2012 | Kings Point                                                         | Sari Gilman, Jedd Wider                  |
| 2012 | Mondays at Racine                                                   | Cynthia Wade, Robin Honan                |
| 2012 | Open Heart                                                          | Kief Davidson, Cori Shepherd Stern       |
| 2012 | Redemption                                                          | Jon Alpert, Matthew O'Neill              |
| 2013 | The Lady in Number 6: Music Saved My Life                           | Malcolm Clarke, Nicholas Reed            |
| 2013 | CaveDigger                                                          | Jeffrey Karoff                           |
| 2013 | Facing Fear                                                         | Jason Cohen                              |
| 2013 | Karama Has No Walls                                                 | Sara Ishaq                               |
| 2013 | Prison Terminal: The Last Days of Private Jack Hall                 | Edgar Barens                             |
| 2014 | Crisis Hotline: Veterans Press 1                                    | Ellen Goosenberg Kent, Dana Perry        |
| 2014 | Joanna                                                              | Aneta Kopacz                             |
| 2014 | Our Curse                                                           | Tomasz Śliwiński, Maciej Ślesicki        |
| 2014 | The Reaper (La Parka)                                               | Gabriel Serra Arguello                   |
| 2014 | White Earth                                                         | J. Christian Jensen                      |
| 2015 | A Girl in the River: The Price of Forgiveness                       | Sharmeen Obaid-Chinoy                    |
| 2015 | Body Team 12                                                        | David Darg, Bryn Mooser                  |
| 2015 | Chau, Beyond the Lines                                              | Courtney Marsh, Jerry Franck             |
| 2015 | Claude Lanzmann: Spectres of the Shoah                              | Adam Benzine                             |
| 2015 | Last Day of Freedom                                                 | Dee Hibbert-Jones, Nomi Talisman         |
| 2016 | The White Helmets                                                   | Orlando von Einsiedel, Joanna Natasegara |
| 2016 | Extremis                                                            | Dan Krauss                               |
| 2016 | 4.1 Miles                                                           | Daphne Matziaraki                        |
| 2016 | Joe's Violin                                                        | Kahane Cooperman, Raphaela Neihausen     |
| 2016 | Watani: My Homeland                                                 | Marcel Mettelsiefen, Stephen Ellis       |
| 2017 | Heaven Is a Traffic Jam on the 405                                  | Frank Stiefel                            |
| 2017 | Edith+Eddie                                                         | Laura Checkoway, Thomas Lee Wright       |
| 2017 | Heroin(e)                                                           | Elaine McMillion Sheldon, Kerrin Sheldon |
| 2017 | Knife Skills                                                        | Thomas Lennon                            |
| 2017 | Traffic Stop                                                        | Kate Davis, David Heilbroner             |
| 2018 | Period. End of Sentence.                                            | Rayka Zehtabchi, Melissa Berton          |
| 2018 | Black Sheep                                                         | Ed Perkins, Jonathan Chinn               |
| 2018 | End Game                                                            | Rob Epstein, Jeffrey Friedman            |
| 2018 | Lifeboat                                                            | Skye Fitzgerald, Bryn Mooser             |
| 2018 | A Night at the Garden                                               | Marshall Curry                           |
| 2019 | Learning to Skateboard in a Warzone (If You're a Girl)              | Carol Dysinger, Elena Andreicheva        |
| 2019 | In the Absence                                                      | Yi Seung-Jun, Gary Byung-Seok Kam        |
| 2019 | Life Overtakes Me                                                   | John Haptas, Kristine Samuelson          |
| 2019 | St. Louis Superman                                                  | Smriti Mundhra, Sami Khan                |
| 2019 | Walk Run Cha-Cha                                                    | Laura Nix, Colette Sandstedt             |

### Dècada de 2020
| Any  | Pel·lícula                   | Nominats                            |
| ---- | ---------------------------- | ----------------------------------- |
| 2020 | Colette                      | Anthony Giacchino, Alice Doyard     |
| 2020 | A Concerto Is a Conversation | Ben Proudfoot, Kris Bowers          |
| 2020 | Do Not Split                 | Anders Hammer, Charlotte Cook       |
| 2020 | Hunger Ward                  | Skye Fitzgerald, Michael Scheuerman |
| 2020 | A Love Song for Latasha      | Sophia Nahli Allison, Janice Duncan |
| 2021 | The Queen of Basketball      | Ben Proudfoot                       |
| 2021 | Audible                      | Matthew Ogens, Geoff McLean         |
| 2021 | Lead Me Home                 | Pedro Kos, Jon Shenk                |
| 2021 | Three Songs for Benazir      | Elizabeth Mirzaei, Gulistan Mirzaei |
| 2021 | When We Were Bullies         | Jay Rosenblatt                      |
| 2022 | The Elephant Whisperers      | Kartiki Gonsalves, Guneet Monga     |
| 2022 | Haulout                      | Evgenia Arbugaeva, Maxim Arbugaev   |
| 2022 | How Do You Measure a Year?   | Jay Rosenblatt                      |
| 2022 | The Martha Mitchell Effect   | Anne Alvergue, Beth Levison         |
| 2022 | Stranger at the Gate         | Joshua Seftel, Conall Jones         |
| 2023 | The Last Repair Shop         | Ben Proudfoot, Kris Bowers          |
| 2023 | The ABCs of Book Banning     | Sheila Nevins, Trish Adlesic        |
| 2023 | The Barber of Little Rock    | John Hoffman, Christine Turner      |
| 2023 | Island in Between            | S. Leo Chiang, Jean Tsien           |
| 2023 | Nǎi Nai & Wài Pó             | Sean Wang, Sam Davis                |